# 西橫浜路
西橫浜路是中國上海市虹口區一條西北-東南走向道路。道路西北起自中山北路，東南至青雲路，道路緊鄰俞涇浦，全长380米。
道路建於20世纪20年代，建路前是農田。當時起名横浜路。1980年前改名横浜西路。1984年改名西橫浜路。